# معمای داوطلب
بازی معمای داوطلب، وضعیتی را مدل می‌کند که در آن هر یک از N بازیکن با تصمیم گیری دربارهٔ این که یک قربانی کوچک بدهند که از آن همگی سود ببرند یا سواری رایگان بگیرد، مواجه‌است.
به عنوان یک مثال، سناریویی را در نظر بگیرید که برق یک همسایگی به کل رفته‌است. تمامی ساکنان می‌دانند که شرکت برق مشکل را برطرف خواهد کرد تا زمانی که حداقل یک نفر با آن‌ها تماس بگیرد و آن‌ها را مطلع سازد، که برای آن فرد هزینه‌ای را در بر خواهد داشت. اگر هیچ کس داوطلب نشود، بدترین نتیجهٔ ممکن برای تمامی شرکت کنندگان به دست می‌آید. اگر یک نفر تصمیم بگیرد که داوطلب شود، بقیهٔ افراد از این که هیچ کاری نکرده‌اند سود می‌برند.
یک کالای عمومی تولید می‌شود تنها اگر حداقل یک شخص داوطلب شود تا یک هزینهٔ قراردادی را بپردازد. در این بازی، تماشاگران به طور مستقل در این امر که آیا خودشان را برای سود گروه قربانی کنند یا نه تصمیم می‌گیرند. به دلیل این که داوطلب هیچ سودی نمی‌برد، انگیزهٔ بیشتری برای سواری رایگان گرفتن وجود دارد تا قربانی شدن برای گروه. اگر هیچ کسی داوطلب نشود، همه می‌بازند. پدیده‌های اجتماعی اثر تماشاگر و توزیع مسئولیت به شدت با معمای داوطلب در ارتباطند.

## ماتریس نتیجه و سود
ماتریس نتیجه و سود برای این بازی در زیر آورده شده‌است:
|            | حداقل یک نفر دیگر همکاری کند | بقیه همکاری نکنند |
| همکاری     | ۰                            | ۰                 |
| عدم همکاری | ۱                            | −۱۰               |

هنگامی که معمای داوطلب بین تنها دو بازیکن صورت بگیرد، بازی، شبیه بازی جوجه خواهد شد. همانطور که در ماتریس نتیجه و سود دیده می‌شود، هیچ استراتژی غالبی در معمای داوطلب وجود ندارد. در یک تعادل نش استراتژی مختلط، افزایش در N بازیکن، با کاهش تمایل این که یک نفر داوطلب شود و تمایل این که حداقل یک نفر داوطلب شود همراه خواهد بود، که نتیجه‌ای از اثر تماشاگر است.

## مثال‌هایی در زندگی واقعی
داستان قتل کیتی جنوز اغلب به عنوان یک مثال کلاسیک از معمای داوطلب به کار می‌رود. جنوز در حد مرگ با ضربات چاقو در یک کوچه زخمی شده بود، که در آنجا آپارتمان‌های مسکونی زیادی آن حمله را نادیده گرفتند. با وجود این که مردم زیادی از آن حمله در آن زمان مطلع بودند (اگرچه ممکن بود از محدوده و ماهیت دقیق حمله آگاهی نداشته باشند)، افراد کمی با پلیس تماس گرفتند.
فرض شده بود که مردم خود را به این دلیل درگیر این مسئله نکرده‌اند که فکر می‌کردند بقیه با پلیس تماس خواهند گرفت و مردم نمی‌خواستند هزینهٔ گرفتار شدن در نزاع را متقبل شوند.
مانگو (موش خرمای آفریقایی) معمای داوطلب را در طبیعت به نمایش درمی آورد. یک مانگو یا بیشتر به عنوان نگهبان عمل می‌کنند و بقیه به دنبال غذا می‌گردند. اگر یک درنده نزدیک شود، مانگوی نگهبان، برای هشدار فریاد می‌زند تا بقیه بتوانند برای امنیت پنهان شوند. با این حال، نوع دوستی این مانگو، او را در خطر دید درنده قرار می‌دهد.